# Stef Blok
Stephanus Abraham (Stef) Blok (Emmeloord, 10 december 1964) is een Nederlands politicus voor de Volkspartij voor Vrijheid en Democratie (VVD).
Blok werd na de Tweede Kamerverkiezingen 1998 lid van de Tweede Kamer. Nadat zijn partijgenoot Mark Rutte minister-president werd van het kabinet-Rutte I, nam Blok het fractievoorzitterschap van hem over.
Hij trad als minister voor Wonen en Rijksdienst toe tot het kabinet-Rutte II. Nog voordat zijn termijn erop zat, maakte hij de overstap naar minister van Veiligheid en Justitie, als opvolger van Ard van der Steur die moest aftreden in de nasleep van de zogenaamde Teevendeal. Blok zat aanvankelijk niet in de kabinetsploeg van Rutte III, maar werd in maart 2018 alsnog gevraagd als opvolger van zijn partijgenoot Halbe Zijlstra, die gedwongen aftrad als minister van Buitenlandse Zaken. Bovendien viel hij in als minister van Binnenlandse Zaken (2016). In het demissionaire kabinet-Rutte III was hij vanaf mei 2021 tot januari 2022 minister van Economische Zaken en Klimaat.

## Biografie
Na het Stedelijk Gymnasium in Leiden studeerde Blok bedrijfskunde in Groningen. Daarna had hij, tussen 1988 en 1998, verschillende betrekkingen bij ABN AMRO. Bovendien was hij vanaf april 1994 gemeenteraadslid in Nieuwkoop, waar hij voorzitter van de VVD-fractie was.

### Tweede Kamerlid

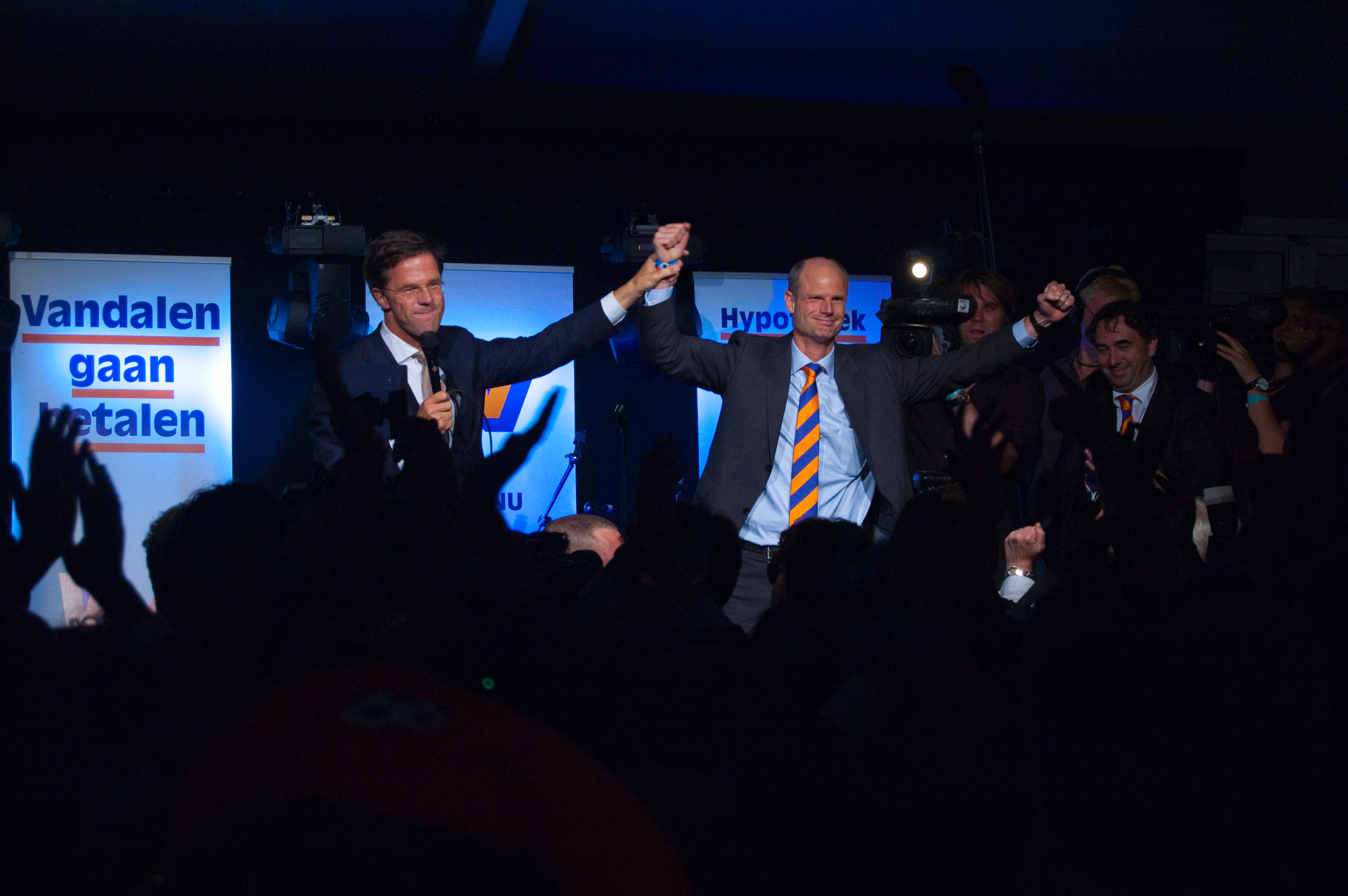
Blok (rechts) en Mark Rutte na de gewonnen Tweede Kamerverkiezingen 2010

Blok trad in 1998 tot de Tweede Kamer toe. In april 2004 werd hij voorzitter van de vaste Kamercommissie voor Volksgezondheid, Welzijn en Sport. Bovendien was hij vanaf 19 december 2002 tot januari 2004 voorzitter van de tijdelijke commissie Onderzoek integratiebeleid, hij was voorzitter van de vaste Kamercommissie voor Financiën en samen met Cees Meeuwis woordvoerder Sociale Zaken van de VVD-fractie in de Tweede Kamer. Hij was penningmeester van het VVD-fractiebestuur, campagneleider van de gemeenteraadsverkiezingen in maart 2010 en van de Kamerverkiezingen van juni 2010.
Over de kabinetsformatie in 2010 zei Blok, wat betreft het toenmalige Ministerie van Volkshuisvesting, Ruimtelijke Ordening en Milieubeheer dat in 2010 formeel werd opgeheven: "Ik ben de eerste VVD'er die een heel ministerie heeft doen verdwijnen!". In oktober 2010 werd Blok unaniem door de VVD-fractie in de Tweede Kamer gekozen als nieuwe fractievoorzitter, als opvolger van formateur en daarna minister-president Mark Rutte.
Blok diende in februari 2010 een initiatiefvoorstel in tot wijziging van de Wet werk en bijstand om vreemdelingen alleen nog een bijstandsverzekering te geven als ze de basisvaardigheden van de Nederlandse taal machtig waren. Het initiatiefvoorstel ontving weinig steun. Na zijn vertrek uit de Tweede Kamer werd het in januari 2016 door de VVD ingetrokken.
Na de Tweede Kamerverkiezingen 2012 werd Rutte weer fractievoorzitter van de VVD in de Tweede Kamer. Blok stond Rutte bij als secondant in de kabinetsformatie, hij onderhandelde daar met Diederik Samsom en Jeroen Dijsselbloem (PvdA) over de vorming van een nieuw kabinet.

### Minister
Op 5 november 2012 werd Blok minister in het kabinet-Rutte II. Hij werd als minister zonder portefeuille belast met Wonen en Rijksdienst. Hij was onder meer verantwoordelijk voor het onderbrengen van het voormalige Ministerie van Volkshuisvesting, Ruimtelijke Ordening en Milieubeheer, dat in 2010 formeel was opgeheven. Blok zei hierover: "Ik ben de eerste VVD'er die een heel ministerie heeft doen verdwijnen!". Na zijn aftreden omschreef Blok de woningmarkt als draaiende als een zonnetje en het woningmarktbeleid als af.
Van 9 maart 2015, na het opstappen van Ivo Opstelten en Fred Teeven als minister respectievelijk staatssecretaris van Veiligheid en Justitie, tot 20 maart 2015, toen Ard van der Steur en Klaas Dijkhoff als vervangers werden beëdigd, was Blok tevens waarnemend minister van Veiligheid en Justitie. In de zomer van 2016 was hij waarnemend minister van Binnenlandse Zaken en Koninkrijksrelaties als vervanger van Ronald Plasterk die een operatie moest ondergaan. Blok volgde Van der Steur op toen deze op 26 januari 2017 aftrad als minister van Veiligheid en Justitie. De portefeuille van Blok werd overgenomen door Plasterk.
Op 7 maart 2018 werd Blok minister van Buitenlandse Zaken in het kabinet-Rutte III, als opvolger van Halbe Zijlstra. Voor Bloks benoeming werd de functie nog even waargenomen door minister zonder portefeuille Sigrid Kaag.
Op 18 juli 2018 kwam Blok als minister in een tv-uitzending van Zembla onder vuur te liggen door gefilmde uitspraken van hem over de multiculturele samenleving, Oost-Europa, Singapore en Suriname. Hij bleek op 10 juli in een besloten bijeenkomst met zo'n tachtig Nederlanders die werkzaam zijn bij internationale organisaties controversiële opmerkingen gemaakt te hebben. Zo zei hij geen enkel multicultureel of multi-etnisch land te kennen waar mensen vreedzaam met elkaar samenleven en dat daar waarschijnlijk genetische redenen voor zijn. Ook liet hij weten Suriname een "failed state" te vinden. "En dat heeft ernstig te maken met de etnische opdeling... zo!", vond Blok. Verder gaf hij te kennen dat elke samenleving snel "tegen haar grenzen" aanloopt als er veel buitenlandse migranten verblijven. Blok daarover: "Als je in Benoordenhout woont, is het hartstikke leuk om op zondag naar de Turkse bakker te gaan. Je hebt ook geen last van een aantal bijeffecten. Maar als je er middenin woont, heb je enorm last." Over Singapore zei hij: "Die laten geen arme migranten toe. Ja, eventueel voor de schoonmaak." Na de uitzending schreef hij in een brief aan de Tweede Kamer dat hij zich in te scherpe bewoordingen had uitgelaten. Hij zei te betreuren dat hij daarmee aanstoot had gegeven.
Het was niet de eerste keer dat Blok zich kritisch uitliet over de integratie van migranten. In een debat met de Tweede Kamer op 5 september 2018 over de opmerkingen die Zembla uitzond, werd door de fractie van DENK een motie van wantrouwen ingediend, die echter alleen steun kreeg van GroenLinks, de SP, de PvdA en de Partij voor de Dieren.
De Nederlandse regering, bij monde van minister Stef Blok, stelde in het voorjaar van 2018 dat de regering (en de EU) fel tegen de BDS-beweging was, maar geen maatregelen zoals het intrekken van subsidie overwoog, omdat de vrijheid van meningsuiting hier in het geding was.
Tijdens Prinsjesdag 2019 was Blok de eerste 'aangewezen overlevende' van het Nederlandse kabinet. Op deze derde dinsdag in september bevond Blok zich voor een werkbezoek in Brussel.
In mei 2021 werd Blok benoemd tot minister van Economische Zaken en Klimaat, als opvolger van Bas van 't Wout die was afgetreden vanwege gezondheidsredenen. Blok werd als minister van Buitenlandse Zaken opgevolgd door Sigrid Kaag. Blok kwam niet terug als minister in het kabinet-Rutte IV.

### Na de politiek
Op 4 april 2022 werd Blok door het kabinet-Rutte IV aangesteld als Nationaal Coördinator Sanctienaleving en Handhaving van de stuurgroep die de sancties tegen Rusland vanwege de Russische invasie van Oekraïne sinds 2022 moet uitvoeren. Op 12 mei van dat jaar overhandigde Blok zijn eindrapport aan de minister van Buitenlandse Zaken, Wopke Hoekstra.
Op 1 april 2022 werd Blok voorgedragen als lid van de Europese Rekenkamer. Op 26 juli van dat jaar werd bekend dat Blok werd benoemd met ingang van 1 september 2022 tot en met 31 december 2025.

## Standpunten
Blok is pleitbezorger van een grotere marktwerking en terugdringing van "overheidsregels, administratieve lasten en bureaucratie" in de non-profitsector, waaronder naar eigen zeggen "zorg, woningbouw en onderwijs". Stevige bezuinigingen op cultuur onderbouwde Blok in 2004 met het argument dat de bevolking sinds de jaren '60 weinig betrokken zou zijn geweest bij de gesubsidieerde cultuur: "CD's met de Brandenburgse Concerten liggen bij het Kruidvat en de existentiële twijfel van Hamlet is ook in de ramsj verkrijgbaar."
- International Standard Name Identifier: 0000 0003 9586 9210
- Nederlandse Thesaurus van Auteursnamen: 182368815
- Parlement.com: vg09lljqj5z3
- Virtual International Authority File: 290723772
- WorldCat: E39PBJdx9PTWhRcBMkhmbYQ6rq